# Våler (Innlandet)
Våler is een gemeente in de Noorse provincie Innlandet. De gemeente telde 3743 inwoners in januari 2017. Våler ligt in het oosten van het land en grenst aan Zweden. Het oostelijke deel van de gemeente maakt deel uit van Finnskogen.

## Ligging
De gemeente grenst in het oosten aan Zweden. In het noorden grenst Våler aan de gemeente Elverum en Trysil, in het westen aan Stange en Løten en in het zuiden aan Åsnes. De gemeente ligt tussen de Glomma en de grens met Zweden.

## Vervoer
Våler wordt voor autoverkeer ontsloten door riksvei 2 die parallel aan de Glomma loopt. Vanaf deze hoofdweg lopen een aantal lokale wegen richting de grens. Tot in de jaren 90 van de 20e eeuw vormde de spoorlijn van Kongsvinger naar Elverum een belangrijke openbaar vervoerverbinding met Kongsvinger en van daar naar Oslo. De lijn is inmiddels gesloten voor personenvervoer en de stations in het dorp Våler en Braskereidfoss zijn nog slechts monumenten.

## Dorpen in de gemeente

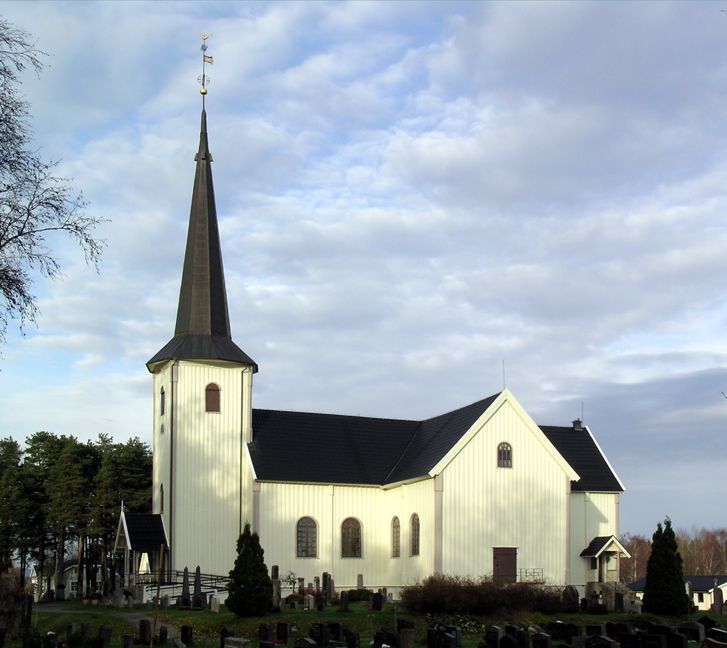
De kerk van Våler in 2006, voor de brand

Het dorp Våler ligt aan de Glomma. In het dorp stond tot 2009 een houten kruiskerk uit 1805. De laatste kerk ging door brand verloren. Het andere dorp is Braskereidfoss dat in het noorden van de gemeente ligt.